# 米日蓋齊 (桑博爾區)
49°35′49″N 23°11′0″E / 49.59694°N 23.18333°E
米日蓋齊（烏克蘭語：Міжгайці），是烏克蘭西部的村莊，隸屬利維夫州的桑比爾區。該村處於赫利維西科河畔，面積5.33平方公里，海拔高度291米，2001年人口222，人口密度每平方公里41.69人。